# Etheostoma baileyi
 Etheostoma baileyi és una espècie de peix de la família dels pèrcids i de l'ordre dels perciformes.

## Morfologia
Els mascles poden assolir els 5,6 cm de longitud total.

## Distribució geogràfica
Es troba als Estats Units (est de Kentucky i nord-est de Tennessee).